# Ágios Germanós

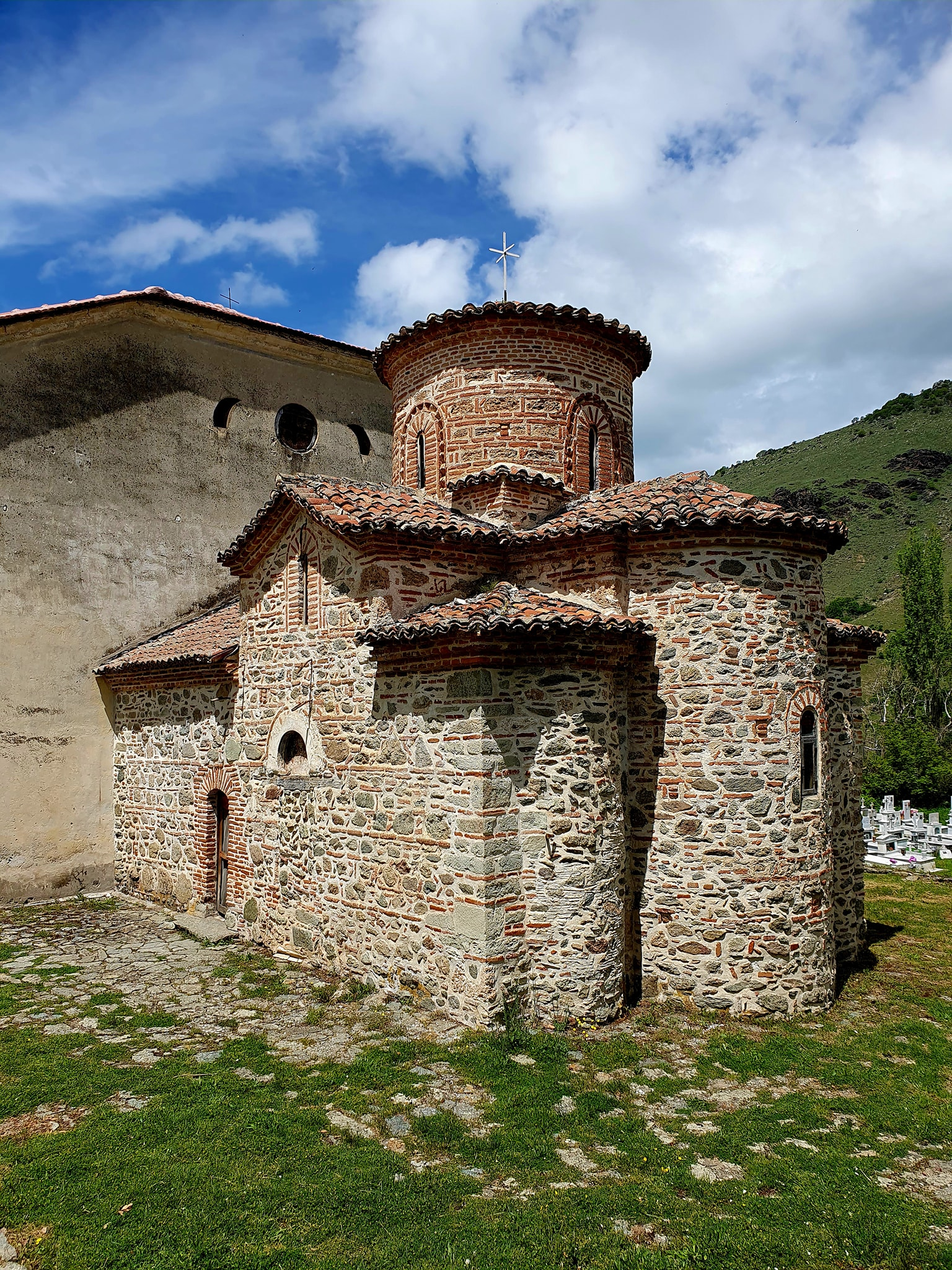
Eglise orthodoxe, XIè siècle, Agios Germanos

Ágios Germanós, en grec moderne : Άγιος Γερμανός, ou Gérman (Γέρμαν), est un village du dème de Préspes, district régional de Flórina, en Macédoine-Occidentale, Grèce. 
Selon le recensement de 2011, la population du village compte 182 habitants.